# Halo (dança)
No break dance, o halo (em português, literalmente: auréola) também chamado de pista, é uma movimento acrobático giratório variante do moinho de vento, é do tipo powermove onde o executante com a cabeça em contato contínuo com o solo gira na forma de auréola, junto com a parte inferior do corpo girando no ar.

## Características
É uma rotação de 360 graus da parte inferior do corpo apontadas para cima (as pernas girando em forma de V pelo ar), em torno da cabeça que permanece em contato contínuo com o solo, girando também no formato de uma auréola. Se a rotação for no sentido no sentido horário é usado a técnica de esfaqueamento do corpo sobre a mão direita (ou anti-horário esfaqueando com a esquerda), que dá apoio no solo durante o giro para que o rosto não raspe no solo.

## História
Em 1983, o movimento halo foi desenvolvido por Icey Ice. O nome é derivado de como a parte da cabeça enrolada se assemelha a uma auréola.

## Variações
Quando as auréolas são realizadas em posição diagonal ao chão, as pernas balançam também próximo ao chão. Quanto mais vertical, mais a auréola se assemelha a uma cabeçada. A principal diferença entre os dois movimentos é que, para o halo, segurar com as mãos e balançar ativamente as pernas é indispensável para manter o impulso, enquanto os giros na cabeça podem continuar o giro sem esses requisitos.
- Double Halo: variação com duas rotações
- Drilled Halo ou straight-leg halo, deadman halo: variação com pernas together and straight.
- Inside Halo ou reverse halo: rotação anti-horária
- Munch Halo:
- One-Hand Halo:
- Shoulder Halo: